# Bretteville-sur-Ay
Bretteville-sur-Ay és un municipi francès situat al departament de la Manche i a la regió de Normandia. L'any 2007 tenia 337 habitants.

## Demografia

### Població
El 2007 la població de fet de Bretteville-sur-Ay era de 337 persones. Hi havia 174 famílies de les quals 71 eren unipersonals (50 homes vivint sols i 21 dones vivint soles), 62 parelles sense fills, 37 parelles amb fills i 4 famílies monoparentals amb fills.
La població ha evolucionat segons el següent gràfic:
Habitants censats

### Habitatges
El 2007 hi havia 538 habitatges, 172 eren l'habitatge principal de la família, 349 eren segones residències i 18 estaven desocupats. 414 eren cases i 1 era un apartament. Dels 172 habitatges principals, 139 estaven ocupats pels seus propietaris, 29 estaven llogats i ocupats pels llogaters i 4 estaven cedits a títol gratuït; 14 tenien dues cambres, 44 en tenien tres, 49 en tenien quatre i 64 en tenien cinc o més. 115 habitatges disposaven pel capbaix d'una plaça de pàrquing. A 108 habitatges hi havia un automòbil i a 50 n'hi havia dos o més.

### Piràmide de població
La piràmide de població per edats i sexe el 2009 era:
| Homes | Edats   | Dones |
| ----- | ------- | ----- |
| 0     | 95 o +  | 0     |
| 0     | 90 a 94 | 0     |
| 0     | 85 a 89 | 8     |
| 4     | 80 a 84 | 0     |
| 24    | 75 a 79 | 24    |
| 8     | 70 a 74 | 8     |
| 20    | 65 a 69 | 16    |
| 4     | 60 a 64 | 16    |
| 8     | 55 a 59 | 4     |
| 20    | 50 a 54 | 4     |
| 8     | 45 a 49 | 12    |
| 8     | 40 a 44 | 4     |
| 28    | 35 a 39 | 8     |
| 4     | 30 a 34 | 16    |
| 20    | 25 a 29 | 0     |
| 12    | 20 a 24 | 0     |
| 0     | 15 a 19 | 0     |
| 0     | 10 a 14 | 4     |
| 8     | 5 a 9   | 4     |
| 4     | 0 a 4   | 4     |

## Economia
El 2007 la població en edat de treballar era de 201 persones, 128 eren actives i 73 eren inactives. De les 128 persones actives 117 estaven ocupades (75 homes i 42 dones) i 9 estaven aturades (3 homes i 6 dones). De les 73 persones inactives 38 estaven jubilades, 11 estaven estudiant i 24 estaven classificades com a «altres inactius».

### Ingressos
El 2009 a Bretteville-sur-Ay hi havia 180 unitats fiscals que integraven 357 persones, la mediana anual d'ingressos fiscals per persona era de 17.160 €.

### Activitats econòmiques
Dels 10 establiments que hi havia el 2007, 1 era d'una empresa de fabricació d'elements pel transport, 2 d'empreses de construcció, 4 d'empreses de comerç i reparació d'automòbils, 1 d'una empresa de transport i 2 d'empreses d'hostatgeria i restauració.
Dels 2 establiments de servei als particulars que hi havia el 2009, 1 era una fusteria i 1 electricista.
Els 2 establiments comercials que hi havia el 2009 eren carnisseries.
L'any 2000 a Bretteville-sur-Ay hi havia 21 explotacions agrícoles que ocupaven un total de 686 hectàrees.

## Poblacions més properes
El següent diagrama mostra les poblacions més properes.